# Mentawei-Langschwanz-Riesenratte
Die Mentawei-Langschwanz-Riesenratte (Leopoldamys siporanus) ist ein auf den Mentawai-Inseln südlich von Sumatra endemisches Nagetier in der Gattung der Langschwanz-Riesenratten.

## Taxonomie
Die ursprünglich als Art beschriebene Population galt zeitweilig als Unterart der Edwards-Langschwanz-Riesenratte (Leopoldamys edwardsi) oder der Südasiatischen Langschwanz-Riesenratte (Leopoldamys sabanus). Vermutlich hat sich die Art frühzeitig von der Entwicklungslinie anderer Gattungsvertreter getrennt. Wilson & Reeder (2005) propagieren eine weitere Untersuchung mit molekularbiologischen Methoden.

## Merkmale
Dieses Nagetier erreicht eine Kopf-Rumpf-Länge von 178 bis 187 mm und eine Schwanzlänge von 220 bis 335 mm. Die Hinterfüße sind 42 bis 53 mm lang und die Länge der Ohren beträgt 24 bis 28 mm. Gewichtsangaben fehlen. In das raue Fell der Oberseite sind einige Stacheln eingemischt. Oberseits sind die Haare an der Wurzel weiß und im weiteren Verlauf schwarz. Am Hinterteil ist der weiße Bereich sehr kurz und dieser erscheint dadurch dunkler. Zusätzlich ist der Kopf dunkler als der Körper. Es besteht eine deutliche Grenze zur weißen Unterseite. Bei vielen Exemplaren ist die Brust leicht grau und oft ist ein hellgrauer Aalstrich auf dem Bauch vorhanden. Typisch für den Kopf sind abgerundete Ohren und sehr lange Vibrissen. Der Schwanz ist in eine schwarzbraune Oberseite und eine weiße bis fleckige Unterseite aufgeteilt. Von den paarig angeordneten Zitzen der Weibchen liegen zwei auf der Brust, zwei auf dem vorderen Bauch und vier im Leistenbereich.

## Verbreitung und Lebensweise
Die Mentawei-Langschwanz-Riesenratte ist von den Pagai-Inseln sowie den Inseln Sipora und Siberut bekannt. Sie lebt in ursprünglichen tropischen Regenwäldern im Flachland. Diese kommen nur noch fleckweise auf den Inseln vor.
Die nachtaktiven Tiere sind vermutlich überwiegend baumbewohnend.

## Gefährdung
Intensive Forstwirtschaft und die Umwandlung der Wälder in Obstplantagen bedrohen den Bestand. Dieser verteilt sich auf maximal fünf Populationen, die über eine Fläche von schätzungsweise 13.300 km² verteilt sind. Die IUCN listet die Art als gefährdet (vulnerable). Die Insel Siberut ist als Biosphärenreservat ausgewiesen, doch es treten Landschaftsveränderungen auf.